# Derek Riordan
Derek George Riordan (Edimburgo, 16 gennaio 1983) è un ex calciatore scozzese, di ruolo attaccante.

## Carriera

### Hibernian
Cominciò la carriera nell'Hibernian (la squadra di cui era tifoso da bambino) nel 2000, per poi debuttare nel 2001. Ci vollero pochi anni per farsi conoscere, e nel gennaio del 2003 fu prestato al Cowdenbeath, squadra di seconda divisione scozzese. Qui in 2 presenze segnò 3 gol.
Riuscì a conquistarsi il posto nella stagione 2002-2003, durante la quale l'Hibernian si posizionò nella parte alta della classifica della Scottish Premier League. Per le successive 3 stagioni fu il miglior realizzatore della sua squadra con 18, 23 e 20 gol.
Grazie a tutto ciò, vinse il titolo di SPFA Young Player of the Year 2005, cioè il miglior giovane della Scottish Premier League. In questo periodo debuttò anche in Nazionale.
Nella stagione 2004-2005 rifiutò il rinnovo contrattuale, e venne inserito nella lista dei partenti. Nell'estate del 2006 il Celtic riuscì a strappare al club di Edimburgo Riordan, per 200.000 sterline.

### Celtic
L'inizio con il Celtic fu difficile. Infatti fu piuttosto difficile per lui conquistarsi un posto nell'11 titolare. In questa stagione, comunque, riuscì a realizzare 4 gol in 16 presenze nel campionato scozzese.

### Il ritorno all'Hibernian
Alla chiusura del mercato estivo 2008 Riordan tornò nell'Hibernian.
Il 7 maggio 2009 segnò nel Derby di Edimburgo contro i rivali dell'Hearts regalando agli Hibs la vittoria.

### Shaanxi Chanba
L'8 luglio 2011 ha firmato un contratto di due anni con lo Shaanxi Chanba, club della massima divisione cinese che lo ha acquistato a parametro zero. Derek lascia così l'Hibernian di Edimburgo dopo 3 stagioni e 36 reti segnate nella Scottish Premier League.

## Statistiche

### Cronologia presenze e reti in nazionale
| Cronologia completa delle presenze e delle reti in nazionale ― Scozia | Cronologia completa delle presenze e delle reti in nazionale ― Scozia | Cronologia completa delle presenze e delle reti in nazionale ― Scozia | Cronologia completa delle presenze e delle reti in nazionale ― Scozia | Cronologia completa delle presenze e delle reti in nazionale ― Scozia | Cronologia completa delle presenze e delle reti in nazionale ― Scozia | Cronologia completa delle presenze e delle reti in nazionale ― Scozia | Cronologia completa delle presenze e delle reti in nazionale ― Scozia |
| Data                                                                  | Città                                                                 | In casa                                                               | Risultato                                                             | Ospiti                                                                | Competizione                                                          | Reti                                                                  | Note                                                                  |
| --------------------------------------------------------------------- | --------------------------------------------------------------------- | --------------------------------------------------------------------- | --------------------------------------------------------------------- | --------------------------------------------------------------------- | --------------------------------------------------------------------- | --------------------------------------------------------------------- | --------------------------------------------------------------------- |
| 17-8-2005                                                             | Graz                                                                  | Austria                                                               | 2 – 2                                                                 | Scozia                                                                | Amichevole                                                            | -                                                                     | 46’                                                                   |
| 10-10-2009                                                            | Yokohama                                                              | Giappone                                                              | 2 – 0                                                                 | Scozia                                                                | Amichevole                                                            | -                                                                     | 67’                                                                   |
| 14-11-2009                                                            | Cardiff                                                               | Galles                                                                | 3 – 0                                                                 | Scozia                                                                | Amichevole                                                            | -                                                                     | 74’                                                                   |
| Totale                                                                |                                                                       | Presenze                                                              | 3                                                                     |                                                                       | Reti                                                                  | 0                                                                     |                                                                       |

## Palmarès

### Club

#### Competizioni nazionali
- Campionato scozzese: 2

Celtic: 2006-2007, 2007-2008
- Coppa di Scozia: 1

Celtic: 2006-2007

### Individuale
- Miglior giovane dell'anno della SPFA: 1

2004-2005